# Ranunculus subhirsutus
Ranunculus subhirsutus är en ranunkelväxtart som beskrevs av Bruegg.. Ranunculus subhirsutus ingår i släktet ranunkler, och familjen ranunkelväxter. Inga underarter finns listade i Catalogue of Life.